# Jičínský vikariát
Jičínský vikariát je jedním ze čtrnácti vikariátů královéhradecké diecéze. Leží při severozápadní hranici diecéze v okrese Jičín, na jeho území je 11 farností.

## Ustanovení vikariátu
- ICLic. Bc.Th. Prokop Tobek – okrskový vikář
- Mgr. Filip Janák – sekretář vikariátu
- Ing. Jan Janoušek – koordinátor mládeže
- Romana Forbelská – pastorační asistentka
- Marie Matúšová – vikariátní účetní
- Jan Strašík, DiS. – stavební technik

## Seznam farností jičínského vikariátu
| Farnost              | Správce                                                        | Další duchovní ve farnosti                                                                                    | Farní kostel                                          | Další kostely |
| -------------------- | -------------------------------------------------------------- | --- | ----------------------------------------------------- | --- |
| Hořice v Podkrkonoší | R.D. Mgr. Filip Janák farář                                    | | Děkanský kostel Narození Panny Marie                  | - Kostel svatého Gotharda (Hořice) - Kostel svatého Bartoloměje (Chodovice) - Kostel svaté Máří Magdaleny (Jeřice) - Kostel svatého Mikuláše (Lískovice) - Kostel svatého Petra a Pavla (Milovice u Hořic) - Kostel Nejsvětější Trojice (Ostroměř) - Kostel svatého Prokopa (Sobčice) |
| Chomutice u Hořic    | Mons. Mgr. Pavel Rousek děkan-administrátor excurrendo         | | Kostel svatého Diviše, biskupa a mučedníka            | |
| Jičín                | R.D. ICLic. Bc. Th. Prokop Tobek arciděkan                     | R.D. Mgr. Jan Novotný farní vikář Mgr. Ing. Čeněk Strašík trvalý jáhen Romana Forbelská pastorační asistentka | Arciděkanský kostel svatého Jakuba Staršího, apoštola | - Kostel svatého Bartoloměje (Brada) - Kostel Nejsvětějšího Srdce Páně (Březina) - Kostel svatého Šimona a Judy (Chyjice) - Kostel Panny Marie Bolestné (Jičín) - Kostel Narození Panny Marie (Popovice) - Kostel Nalezení svatého Kříže (Robousy) - Kostel Všech svatých (Sedličky) - Kostel svatého Ignáce z Loyoly (Jičín) - Kostel svatého Matouše (Dolany) - Kostel svatého Petra a Pavla (Kbelnice) - Kostel Nanebevzetí Panny Marie (Kostelec) - Kostel svatého Petra a Pavla (Nemyčeves) - Kostel Nejsvětější Trojice (Ohařice) - Kostel Povýšení svatého Kříže (Ostružno) - Kostel svaté Anny (Ostružno) - Kostel svatého Václava (Samšina) - Kostel svatého Františka Serafinského (Staré Místo) - Kostel svatého Prokopa (Nadslav) - Kostel svatého Josefa (Valdice) - Kostel svatého Václava (Veliš) |
| Kopidlno             | ICLic. Bc.Th. Prokop Tobek správce majetku farnosti excurrendo | Mgr. Ivan Havlíček duchovní správce farnosti excurrendo                                                       | Děkanský kostel svatého Jakuba Staršího, apoštola     | - Kostel svatého Vojtěcha (Běchary) - Kostel svatého Marka (Cholenice) - Kostel svatého Petra a Pavla (Drahoraz) - Kostel svatého Václava (Kozojedy) - Kostel svatého Vavřince (Vršce) - Kostel svatého Petra a Pavla (Žlunice) |
| Lázně Bělohrad       | R.D. ThLic. Grzegorz Puszkiewicz farář                         | Miloš Pour výpomocný duchovní                                                                                 | Kostel Všech svatých                                  | - Kostel svatého Jakuba a Ondřeje (Červená Třemošná) - Kostel svatého Mikuláše (Choteč) - Kostel svatého Petra a Pavla (Byšičky) - Kostel svatého Jiří (Hřídelec) - Kostel Zvěstování Páně (Miletín) - Kostel Nejsvětější Trojice (Mlázovice) - Kostel svatého Jana Křtitele (Svatojanský Újezd) |
| Nová Paka            | R.D. Mgr. Pavel Kalita děkan-farář                             | Mgr. Kateřina Kuříková pastorační asistentka                                                                  | Kostel svatého Mikuláše, biskupa                      | - Kostel Všech svatých (Levínská Olešnice) - Kostel Nanebevzetí Panny Marie (Nová Paka) - Kostel Nejsvětější Trojice (Štikov) - Kostel svatého Vavřince (Stará Paka) - Kostel svatého Petra a Pavla (Stav) - Kostel Narození Panny Marie (Úbislavice) |
| Ohnišťany            | Mgr. Jan Bystrý administrátor excurrendo                       | | Kostel svatého Václava, mučedníka                     | |
| Pecka                | ThMgr. Robert Pietrzak administrátor                           | | Kostel svatého Bartoloměje, apoštola                  | - Kostel svatého Víta (Borovnice) - Kostel Nejsvětějšího Srdce Ježíšova (Borovnička) - Kostel svatého Mikuláše (Horní Brusnice) - Kostel svaté Anny (Mostek) - Kostel svaté Máří Magdaleny (Stupná) - Kostel svatých Andělů strážných (Vidochov) - Kostel svatého Jana Křtitele (Vidonice) - Kostel svatého Jana Nepomuckého (Zvičina) |
| Smidary              | Mgr. Jan Bystrý administrátor excurrendo                       | | Kostel svatého Stanislava, biskupa a mučedníka        | - Kostel svatého Jiří (Loučná Hora) - Kostel svaté Anny (Skřivany) |
| Vysoké Veselí        | Mgr. Ivan Havlíček administrátor                               | | Kostel svatého Mikuláše Tolentinského                 | - Kostel svatého Matouše (Hradíšťko) - Kostel Nanebevzetí Panny Marie (Slatiny) - Kostel Nanebevzetí Panny Marie (Velešice) |
| Železnice            | ICLic. Bc.Th. Prokop Tobek správce majetku farnosti excurrendo | R.D. Mgr. Josef Kordík duchovní správce farnosti                                                              | Kostel svatého Jiljí, opata                           | - Kostel svatého Petra a Pavla (Konecchlumí) - Kostel svaté Máří Magdaleny (Lužany) - Kostel svatého Jiří (Radim) - Kostel Zvěstování Panny Marie (Úlibice) |

## Seznam vikářů
- 1961–1991 R.D. Jindřich Lacina (9. 8. 1918 – 2. 10. 1991), farář v Miletíně v letech 1947–1991
- 1991–1996 R.D. Václav Donát (4. 7. 1915 – 15. 4. 1999), děkan v Kopidlně v letech 1954–1999
- 1996–1999 R.D. Josef Němec (20. 1. 1925 – 28. 7. 2008), arciděkan v Jičíně v letech 1987–2001
- 1999–2007 R.D. ThLic Pawel Szumilas, arciděkan v Jičíně v letech 2001–2007
- 2007–2014 R.D. Mgr. Pavel Jandejsek, arciděkan v Jičíně v letech 2007–2014
- 2014–2018 R.D. Mons. Mgr. Pavel Rousek, farář ve Vysokém Veselí v letech 2007–2018
- 2018–? R.D. Mgr. Pavel Kalita, farář v Nové Pace

## Zaniklé farnosti
Od roku 2006 byl v jičínském vikariátu v rámci reformy církevní správy redukován počet farností, které byly postupně slučovány:
- 1. července 2006 byly farnosti Chodovice,[13] Jeřice,[14] Lískovice[15] a Sobčice[16] sloučeny s děkanstvím Hořice v Podkrkonoší
- 1. ledna 2007 byly farnosti Ostružno,[17] Samšina[18] a Veliš[19] sloučeny s arciděkanstvím Jičín, k němuž 1. ledna 2008 přibyly také farnosti Popovice,[20] Robousy[21] a Nemyčeves;[22] farnosti Choteč,[23] Miletín[24] a Mlázovice[25] byly sloučeny s farností Lázně Bělohrad
- 1. ledna 2008 byly farnosti Vršce[26] a Žlunice[27] sloučeny s děkanstvím Kopidlno; farnosti Stará Paka – expozitura[28] a Úbislavice[29] s farností Nová Paka; farnosti Lužany[30] a Radim[31] byly sloučeny s farností Železnice
- 1. ledna 2009 byla farnost Levínská Olešnice[32] sloučená s farností Nová Paka; farnosti Borovnice u Staré Paky,[33] Horní Brusnice[34] a Vidochov[35] byly sloučeny s farností Pecka; farnosti Slatiny[36] a Hradíšťko[37] s farností Vysoké Veselí